# هوگل
هوگل (به آلمانی: Högel) یک شهر در آلمان است که در نوردفرایسلند واقع شده‌است. هوگل ۴۴۵ نفر جمعیت دارد.